# Stedelijke Scholengemeenschap Nijmegen
De Stedelijke Scholengemeenschap Nijmegen, of afgekort SSgN, is een Jenaplanschool in het voortgezet onderwijs voor vmbo-t, havo en vwo in de Nijmeegse wijk Hazenkamp. De school werd in 1865 opgericht als de gemeentelijke HBS door de Nijmeegse burgerij. Sinds 2013 ontving de school het predicaat 'Excellente School' voor de afdelingen havo en vwo. En vanaf 2015 voor de afdeling VMBO-t. Schoolgids Scholen op de kaart

## Bekende alumni
- Frank Boeijen, zanger
- Jasper Cillessen, voetballer
- Frank Demouge, voetballer
- Pieter Derks, cabarettier
- Joris Ivens, cineast
- Jan Janssen, schoenontwerper
- Willem Nijholt, acteur
- Bram Nuytinck, voetballer
- Robin Roefs, voetballer